# Konrad Morgen
Georg Konrad Morgen (Fráncfort del Meno, 8 de junio de 1909 -  4 de febrero de 1982) fue un abogado alemán, SS-Obersturmbannführer y juez de las SS encargado de luchar contra la corrupción en los campos de concentración de la Alemania nazi. 

## Carrera
Konrad Morgen creció como hijo de un conductor de locomotora en Fráncfort del Meno. Allí asistiría a la escuela secundaria (Oberrealschule), trabajando en un banco tras graduarse, para posteriormente estudiar Derecho en varias ciudades europeas (Fráncfort, Roma, Berlín, La Haya y Kiel). Fue en esta época que entró en contacto con el Partido Popular Alemán, uniéndose a su grupo universitario. En abril de 1933 ingresaría en el NSDAP (miembro número 2.536.236) y en las SS (número 124.940). Con su tesis doctoral de 1936, Kriegspropaganda und Kriegsverhütung, obtendría el doctorado en Derecho. 
El 1 de abril de 1939, Morgen ejerció por primera vez como juez en el tribunal de distrito de Szczecin. Tras una disputa en la que sus supervisores le reprendieron por su comportamiento durante un caso, fue destituido. Comenzada la Segunda Guerra Mundial, sirvió en las Waffen-SS hasta ser nombrado juez, en 1940, en la corte de la Oficina Central de las SS, en Múnich. A partir del 1 de enero de 1941, Morgen trabajaría en las SS y en el tribunal de policía de Cracovia. Pero en 1942, sería despedido de su cargo por Heinrich Himmler, y degradado de Oberleutnant (teniente) a Gefreiten (cabo), y enviado al Frente Oriental. Al parecer, había absuelto a un acusado en un caso de desgracia racial. Sin embargo, Morgen también consideraba sus investigaciones sobre la corrupción como causa de su despido, puesto que numerosos altos cargos de las SS se habrían sentido amenazados.
Desde mayo de 1943, Himmler lo asignó personalmente en la Oficina de Investigación Criminal del Reich, encargado de investigar los casos de corrupción en campos de concentración. Entonces entró en contacto con Christian Wirth, se familiarizó de inmediato con la política de exterminio de la SS y se convirtió en un —según sus propias palabras— «especialista en crímenes de los campos de concentración».[cita requerida] Con «crímenes de los campos de concentración» se refería a aquellos en relación con la propiedad confiscada a los prisioneros, y no a los crímenes de lesa humanidad institucionalizados y perpetrados. No obstante, también descubrió asesinatos individuales, realizados arbitrariamente. Desde el otoño de 1944, fue juez principal de las SS en Cracovia y, por lo tanto, responsable del campo de concentración de Auschwitz. En el último año de la guerra fue juez de las SS en Breslau . 

## Labor como juez de las SS
Después de la información proporcionada por Morgen, Himmler lo autorizó a continuar sus investigaciones iniciadas en el campo de concentración de Buchenwald. Esto conduciría a cargos contra el comandante del campo, Karl Koch, su esposa, Ilse Koch, y cómplices como Martin Sommer por corrupción, asesinato y asalto con resultado fatal. Koch fue condenado dos veces con pena de muerte por asesinato, y ejecutado semanas antes de la capitulación alemana. Morgen también sentenció a muerte al físico Waldemar Hoven, por su colaboración en los experimentos realizados en Buchenwald; pero la sentencia no se cumplió. 
En otro caso, un guardia del campo de exterminio de Auschwitz-Birkenau había querido enviar a su esposa más de un kilo de oro dental fundido, mediante un paquete enviado por correo militar. Pero el oro había sido interceptado por las aduanas alemanas. En el curso de la investigación resultante, Morgen, en su calidad de juez de las SS, también investigó Auschwitz-Birkenau, y explicó con precisión el desarrollo de la máquina de exterminio. Se descubriría así que el personal del campo se enriqueció con las pertenencias de los asesinados.
Morgen investigaría nuevos delitos en campos de concentración, entre otros los de Dachau, Flossenbürg y Lublin. En total, se habrían puesto en marcha unos 800 procedimientos según su testimonio, de los cuales 200 se habrían completado. 
A medida que sus pesquisas progresaban, llegando incluso a afectar al comandante de Auschwitz, Rudolf Höß, tuvo que limitar sus actividades en el caso de Koch (abril de 1944) y otras investigaciones establecidas por orden de Himmler. 
No obstante, logró acusar y condenar parcialmente a varios comandantes de campos de concentración conocidos: 
- Hermann Florstedt, comandante de Lublin, condenado a muerte por corrupción, de ejecución incierta;
- Hans Loritz, comandante de Sachsenhausen, investigación por sospecha de asesinatos no autorizados;
- Adam Grünewald, comandante de Herzogenbusch, condenado por maltrato de presos con pena de muerte;
- Karl Künstler, comandante de Flossenbürg, depuesto por embriaguez y estilo de vida extravagante;
- Alex Piorkowski, comandante de Dachau, acusado de asesinato, pero no condenado.

En 2024 se publicó una nueva biografía sobre Konrad Morgen, Hitler´s crime fighter , del historiador británico David Lee, en la que. se afirma " llevó a juicio a 200 camaradas corruptos, incluidos comandantes de campos de concentración, y hasta se atrevió a investigar a Eichmann".

## Posguerra
Konrad Morgen se enfrentó al Cuerpo de Contrainteligencia americano, y fue detenido en el centro de internamiento de Dachau. En el juicio principal de Núremberg por crímenes de guerra fue interrogado como testigo de la defensa, que representaba a la organización acusada de las SS. En su interrogatorio describió el campo de concentración de Buchenwald como un lugar idílico. Cuando se le preguntó si las SS eran una organización criminal, afirmó que la orden de construir los campos de exterminio de Sobibór, Treblinka y Bełżec no era de Himmler, sino del propio Adolf Hitler. Para el juicio de los doctores le fue encargada la redacción de la defensa de Joachim Mrugowsky y Karl Brandt. En agosto de 1947, Morgen también sería testigo de la defensa en el juicio de Oswald Pohl. Dos meses antes, en junio de 1947, había sido testigo de la defensa en el juicio principal de Buchenwald, durante los juicios de Dachau. 
Un tribunal del campo de internamiento de Ludwigsburg clasificó a Morgen en 1948 como «relevado». No fue declarado culpable por prevaricación o represión legal, sino que habría luchado contra los más altos líderes de las SS y, por lo tanto, resistido. Había sido condenado, e incluso debió temer por su vida.
Eugen Kogon acusó a Konrad Morgen de utilizar métodos de investigación para asesinatos en el enjuiciamiento de casos de corrupción. Raul Hilberg, basándose en las declaraciones recogidas por Eugen Kogon, afirmó que un  testigo importante en el caso de Karl Koch había muerto inesperadamente. Morgen había creído en un envenenamiento, dejando restos del contenido del estómago a cuatro prisioneros de guerra soviéticos, que posteriormente murieron. Sin embargo, Kogon relativizó considerablemente su testimonio incriminatorio ante un tribunal de cámara de apelación, el 22 de agosto de 1950. De este modo no fue posible para el tribunal emitir un fallo negativo contra Morgen. Un caso de asesinato de prisioneros de guerra rusos se cerró finalmente el 6 de marzo de 1961. Asimismo se suspendió otro proceso en 1972 por la participación en el exterminio de los judíos húngaros. 
Su propio papel como miembro de las SS minimizó su rol de testigo en el primer juicio de Auschwitz. Su declaración allí revela sus valoraciones y sus estándares morales, ajustándose a la mentalidad nazi tradicional. Su conclusión de que el trozo de oro confiscado «representaba, por así decirlo, el equivalente a veinte, cincuenta o cientos de miles de cadáveres», mostraba (en un principio) empatía con las víctimas. Pero su indignación no se debía a los asesinatos en masa, sino a su enriquecimiento personal: «Un pensamiento impactante. Pero lo casi incomprensible al respecto es que el autor desapercibido podría dejar de lado cantidades tan significativas».
Posteriormente Morgen trabajó como abogado en Fráncfort, registrado en el Colegio de Abogados local (Rechtsanwaltkammer) hasta el 19 de enero de 1979.  